# Trichopilia primulina
Trichopilia primulina är en orkidéart som beskrevs av Robert Louis Dressler och Bogarín. Trichopilia primulina ingår i släktet Trichopilia och familjen orkidéer.
Artens utbredningsområde är Costa Rica. Inga underarter finns listade i Catalogue of Life.